# Riječka rezolucija
Riječka rezolucija – deklaracja polityczna podpisana 3 października 1905 w Rijece przez polityków chorwackich i serbskich.
Jej podpisanie było poprzedzone dwudniowym posiedzeniem polityków wywodzących się z Królestwa Dalmacji, Margrabstwa Istrii i Trójjedynego Królestwo Chorwacji, Slawonii i Dalmacji. Było ono efektem realizacji „polityki nowego kursu”, zapoczątkowanej w 1903 roku w celu zjednoczenia chorwackich krajów koronnych i walki z germanizacją, realizowanej poprzez polityczne zbliżenie ze środowiskami węgierskimi i włoskimi.
Projekt dokumentu został poparty przez Ante Trumbicia, Frana Supilę i Pero Čingriję oraz większość chorwackich partii politycznych (poza Czystą Partią Prawa i Chorwacką Ludową Partią Chłopską). Wyrażono w nim poparcie dla dążeń węgierskiej opozycji do odzyskania przez Węgry niepodległości, dla polityki Partii Niepodległości Ferenca Kossutha i dla pojednania chorwacko-węgierskiego. Żądano zapewnienia rozwoju kulturalnego, politycznego i gospodarczego narodu chorwackiego, swobód konstytucyjnych oraz gwarancji praw obywatelskich i politycznych, a także respektowania warunków ugody węgiersko-chorwackiej. Domagano się również zgody Węgier na połączenie Dalmacji z resztą Chorwacji.
Efektem podpisania deklaracji było utworzenie komisji, która podjęła się negocjacji z politykami węgierskiej opozycji. Doszło również do poprawy stosunków chorwacko-serbskich i podpisania przez dalmatyńskich Serbów Zadarskiej rezoluciji.